# Неделя (богослужебный термин)

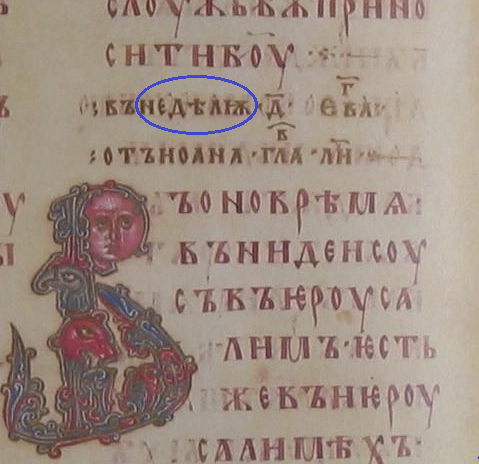
Термин «Неделя» в Остромировом Евангелии (обведён синим контуром).

Этот информационный список посвящён неделям, то есть воскресным дням, из богослужебных описаний и календарей Русской православной церкви (семидневные промежутки времени именуются в этих материалах седмицами).
Неде́ля (церк.-слав. недѣ́лѧ) — в церковнославянском, литургическом языке Русской церкви, а также в ряде иных славянских языков, название воскресного дня, когда «не делают» обычных работ во исполнение четвёртой заповеди. В большинстве славянских языков слово имеет значение «нерабочий день, воскресенье». Встречается в памятнике XI века — Остромировом Евангелии, в этом же значении: «въ недѣлѭ».

## Неделив богослужении 2015 года
| Дата         | Именование, связанный праздник                                                                                        |
| ------------ | --- |
| - 4 января   | Неделя 30-я по Пятидесятнице, святых отец (последний воскресный день перед Рождеством Христовым).                     |
| - 11 января  | Неделя 31-я по Пятидесятнице, по Рождестве Христовом.                                                                 |
| - 18 января  | Неделя 32-я по Пятидесятнице, перед Богоявлением.                                                                     |
|              | Подготовительные недели перед Великим постом                                                                          |
| - 25 января  | Неделя о Закхее. |
| - 1 февраля  | Неделя о мытаре и фарисее.                                                                                            |
| - 8 февраля  | Неделя о блудном сыне.                                                                                                |
| - 15 февраля | Неделя о Страшном Суде.                                                                                               |
| - 22 февраля | Неделя сыропустная.                                                                                                   |
|              | Великий пост |
| - 1 марта    | Неделя 1-я Великого поста, Торжества Православия.                                                                     |
| - 8 марта    | Неделя 2-я Великого поста, память святителя Григория Паламы, архиепископа Фессалонитского (переходящее празднование). |
| - 15 марта   | Неделя 3-я Великого поста, Крестопоклонная.                                                                           |
| - 22 марта   | Неделя 4-я Великого поста, память преподобного Иоанна Лествичника, игумена Синайского (переходящее празднование).     |
| - 29 марта   | Неделя 5-я Великого поста, память преподобной Марии Египетской (переходящее празднование).                            |
| - 5 апреля   | Неделя 6-я Великого поста, ваий (цветоносная, Вербное воскресенье), Вход Господень в Иерусалим.                       |
|              | Период от Пасхи до Пятидесятницы                                                                                      |
| - 12 апреля  | Пасха. |
| - 19 апреля  | Неделя 2-я по Пасхе, Антипасха, память апостола Фомы.                                                                 |
| - 26 апреля  | Неделя 3-я по Пасхе, святых жён-мироносиц.                                                                            |
| - 3 мая      | Неделя 4-я по Пасхе, о расслабленном.                                                                                 |
| - 10 мая     | Неделя 5-я по Пасхе, о самаряныне.                                                                                    |
| - 17 мая     | Неделя 6-я по Пасхе, о слепом.                                                                                        |
| - 24 мая     | Неделя 7-я по Пасхе, память святых отцов Первого Вселенского Собора (325).                                            |
| - 31 мая     | День Святой Троицы. Пятидесятница.                                                                                    |
|              | Период от Пасхи до Пятидесятницы                                                                                      |
| - 7 июня     | Неделя 1-я по Пятидесятнице. Всех святых.                                                                             |